# يوبير موسكويرا
يوبير موسكويرا (بالإسبانية: Yuber Mosquera) (31 أغسطس 1984 بميديلين في كولومبيا - ) هو لاعب كرة قدم فنزويلي في مركز الدفاع. لعب مع ديبورتيفو تاشيرا.

## وصلات خارجية
- يوبير موسكويرا على موقع قاعدة بيانات كرة القدم.إي يو (الإنجليزية)
- يوبير موسكويرا على موقع Soccerway.com (الإنجليزية)
- يوبير موسكويرا على موقع AS.com (الإسبانية)